# 한양대학로
한양대학로(Hanyangdaehak-ro)는 경기도 안산시 상록구 사동 한양대학사거리에서 상록구 호수동 중앙역사거리를 잇는 도로이다.

## 주요 경유지
경기도
- 안산시 상록구 (사동) - 단원구 (호수동)

## 노선 경로
| 이름              | 접속 노선 | 경유지 | 경유지 | 경유지                   | 비고 |
| ----------------- | --------- | ------ | ------ | ------------------------ | ---- |
| 한양대학사거리    | 항가울로  | 안산시 | 상록구 | 사동                     |      |
| 안산8교사거리     | 용신로    | 안산시 | 상록구 | 사동                     |      |
| 안산15교          |           | 안산시 | 상록구 | 사동                     |      |
|                   | 단원구    | 안산시 | 호수동 |                          |      |
| 양지초교사거리    | 단원구    | 안산시 | 호수동 | 안산천남로               |      |
| 고잔고교사거리    | 단원구    | 안산시 | 호수동 | 광덕1로                  |      |
| 6단지사거리       | 단원구    | 안산시 | 호수동 | 광덕2로                  |      |
| 송호고교사거리    | 단원구    | 안산시 | 호수동 | 광덕3로                  |      |
| 중앙역광장 교차로 | 단원구    | 안산시 | 호수동 | 광덕4로                  |      |
| 중앙역사거리      | 단원구    | 안산시 | 호수동 | 국도 제39호선 (중앙대로) |      |
| 예술대학로와 직결 |           |        |        |                          |      |

## 주요건물및 시설
- 파리바게뜨 안산한양대점 (한양대학로 45/사동 1569-2)
- 한양대학교 ERICA캠퍼스 (한양대학로 55/사동 1271)
- 써브웨이 안산한양대점 (한양대학로 60/사동 1569-4)
- CU 안산양지반석점 (한양대학로 132/고잔동 780)
- 새마을금고 신반월새마을금고 고잔중앙로지점 (한양대학로 198/고잔동 738-2)